# アマチュア映画

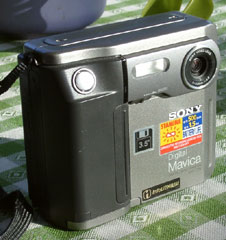
ソニー マビカ FD 5.

アマチュア映画 は低予算の映画愛好家によって制作された非営利の映画である。

## 協会
アマチュア映画製作者の国際的な協会はUNICA (Union International du Cinema Non Professionel); アメリカ合衆国ではAmerican Motion Picture Society (AMPS)、カナダではSociety of Canadian Cine Amateurs (SCCA)、イギリスではFilm & Video Instituteである。これらの協会は毎年、フェスティバルやコンベンションを開催する。複数のアマチュア映画フェスティバルが年に一度アメリカ、カナダ、フランスで開催される。

## 制作
アマチュア映画では廉価なビデオカメラやデジタル機器やコンピュータによる編集ソフトが普及して技術が向上してアマチュアや低予算の映画製作者の作品の質が大幅に高まるまでは16mmフィルムや8mmフィルム(ダブル-8 または スーパー-8)が主流だった。アマチュア動画は低予算の映画製作者とVHSとデジタルビデオカメラを使用する業務に選ばれつつある。